# 畑惠子
畑 惠子（はた けいこ）は、日本の政治学者・歴史学者。専門はラテンアメリカ地域研究、特にラテンアメリカ現代政治史。ラテンアメリカにおける政治と民主化、ラテンアメリカの女性と貧困・開発、メキシコの社会政策（高齢者問題・社会保障など）を研究する。『メキシコ』を中心に、ラテンアメリカ諸国の過去から現在までを、歴史・文化・政治・経済・社会・ジェンダーなど多様な切り口からアプローチする学際領域の研究者。早稲田大学社会科学部・社会科学総合学術院教授。元学校法人早稲田大学理事（男女共同参画担当）。

## 略歴
- 津田塾大学学芸学部国際関係学科卒業
- 上智大学大学院外国語学研究科国際関係論専攻修了（国際学修士）
- 上智大学助手、中部大学国際関係学部助教授などを経て、
- 1995年～早稲田大学社会科学部教授、同大学院社会科学研究科教授

- メキシコ大学院大学(El Colegio de México)・客員研究員（2002－2004）
- 日本ラテンアメリカ学会理事 （2004-2007）

## 学外での活動
NHK教育テレビ 【NHK高校講座 世界史『歴史でみる世界』】の講師として、「孤立から接触へ－ラテンアメリカの古代文明」、「メキシコ・キューバ 二つの革命～アメリカ支配からの脱却」、「クーデターから選挙へ～ラテンアメリカの民主化への挑戦」の回を担当し、ラテンアメリカの古代文明から、現代政治まで、ラテンアメリカの魅力とこれら社会が抱える問題について解説を行った。（～2004年1月放送分まで）

## 著書

### 共編著
- 『概説メキシコ史』 有斐閣 1984（国本伊代・細野昭雄との共著）
- 『ラテンアメリカの国際関係』 新評論 1992（細野昭雄との共編著）
- 『ラテンアメリカ地域のことばと文化』 成文堂 2009.3（山崎眞次との共編著）

### 共著
- 新興工業国における雇用と社会保障『第2章--メキシコの労働・社会保障改革-国家・労働関係の視点から』 アジア経済研究所, 2007.12
- 新興工業国の社会福祉『第10章--メキシコの社会扶助』 アジア経済研究所, 2005.11
- 新興諸国における高齢者をめぐる問題と現状『第6章--メキシコの高齢者と連邦政府の政策』 日本貿易振興機構・アジア経済研究所, 2009.3

### 分担執筆
- 『ブリタニカ国際大百科事典（新版改訂版）』(1995) TBSブリタニカ
- 『人物20世紀』(1998) 講談社
- 『政治学事典』(2000) 弘文堂
- 『川田侃・大畠英樹編＼国際政治経済辞典（新版改訂版）』(2003) 東京書籍